# Oblast de Chercássi
Chercássi ou Tcherkássi (ucraniano: Черкаси; em inglês Cherkasy) é uma região (oblast) do centro da Ucrânia, sua capital é a cidade de Chercássi. Foi criado em 7 de janeiro de 1954.

## Geografia
Abrangendo 20 900 quilômetros quadrados (8 100 milhas quadradas), o Oblast de Cherkasy é o 18º maior oblast da Ucrânia, compreendendo cerca de 3,5% da área do país. O rio Dniepre que flui para o sul com a margem ocidental montanhosa e a margem oriental plana divide o oblast em duas partes desiguais. A maior parte ocidental pertence ao planalto do Dniepre. A parte oriental baixa do oblast costumava estar sujeita às frequentes inundações do Dnieper antes que o fluxo do rio se tornasse controlado por várias barragens de usinas hidrelétricas construídas ao longo do rio no século 20.
O oblast se estende por 245 km de sudoeste a nordeste e por 150 km de norte a sul. O ponto mais setentrional do oblast está localizado perto da vila de Kononivka em Zolotonosha Raion (distrito), o ponto mais ao sul perto da vila de Kolodyste em Zvenyhorodka Raion, o ponto mais ocidental perto da vila de Korytnya em Uman Raion, e o ponto mais oriental perto da vila de Stetsivka em Cherkasy Raion. O centro geométrico do oblast está localizado perto da vila Zhuravky de Horodyshche Raion. O oblast faz fronteira com o Oblast de Kiev ao norte, o Oblast de Kirovohrad ao sul, o Oblast de Poltava a leste e o Oblast de Vinnytsia a oeste.

## História
O Oblast de Cherkasy foi criado como parte da República Socialista Soviética da Ucrânia em 7 de janeiro de 1954 pelo ukase do Presidium do Soviete Supremo. Em 26 de abril de 1954, o ukase foi aprovado pelo Soviete Supremo da União Soviética.
O território do oblast era as principais cidades de Cherkasy, Smila e Uman, seus raions (distritos) correspondentes, bem como 30 antigos raions dos oblasts de Vinnytsia, Kiev, Kirovohrad e Poltava.
Descobertas arqueológicas mostraram que as pessoas habitam o vale do rio Dnieper desde tempos imemoriais. Os objetos mais antigos escavados no território da região datam da Idade da Pedra – o período paleolítico.